# Железногорское муниципальное образование
Железногорское муниципальное образование — муниципальное образование со статусом городского поселения в
Нижнеилимском районе Иркутской области России. Административный центр — город Железногорск-Илимский.

## Демография
По результатам Всероссийской переписи населения 2010 года
численность населения муниципального образования составила 26 079 человек, в том числе 11 889 мужчин и 14 190 женщин.

## Населённые пункты
В состав муниципального образования входят населённые пункты:
- Железногорск-Илимский